# 1421
Cette page concerne l'année 1421  du calendrier julien.
L'année 1421 est une année commune qui commence un mercredi.

## Événements
- 2 février[2] : Pékin devient la capitale de la Chine au lieu de Nankin pour contrer la menace mongole.
- 3 mars : départ de Chine du sixième voyage d'exploration de l'amiral ming Zheng He vers le golfe Persique, la péninsule Arabique et l'Afrique de l'Est. La flotte est de retour le 3 septembre 1422[3]
  - Les flottes chinoises parcourent à cette époque l'océan Indien et l'océan Pacifique, précédant les Grandes Découvertes du XVe siècle hispano-portugais. L'écrivain et ancien officier britannique Gavin Menzies avance la thèse, contestée par certains, que les flottes chinoises de Zheng He, qui parcourent l'océan Indien, auraient contourné l'Afrique, atteint l'océan Atlantique, exploré les côtes de l'Amérique et l'océan Pacifique[4].
- 20 mai : mort de Khizir Khan[5]. Début du règne de Mubârak Shâh, sultan de Delhi (fin en 1434).
- 21 mai : Mehmed Ier meurt à Edirne de retour d'une campagne conjointe avec Byzance en Anatolie pour réintégrer les émirats turcs d’Anatolie dans l’empire ottoman. Une guerre civile éclate pour la succession (fin en janvier 1422). Les partisans du fils du sultan décédé, Murad II, qui contrôle l'Asie Mineure, s'opposent à ceux du prétendant Mustafa qui passe en Europe le 15 août[6].
- 28 juillet[7] : victoire de Shah Rukh sur le Qara Qoyunlu Iskandar en Anatolie orientale.
- Septembre : le prétendant au trône ottoman Mustafa, soutenu par les Byzantins, s'empare de Gallipoli[6].

### Europe
- 5 janvier : échec du siège de Bonifacio par Alphonse V d'Aragon[8].
- 16 janvier[9] : Jean III vend le comté de Namur en viager à Philippe le Bon, duc de Bourgogne.
- 19 janvier : Jean VIII Paléologue épouse Sophie de Montferrat. Il devient coempereur byzantin aux côtés de son père Manuel II Paléologue[6].
- 24 février : Henri V d'Angleterre fait couronner reine d’Angleterre Catherine de Valois, la fille de Charles VI qu’il vient d’épouser[10].

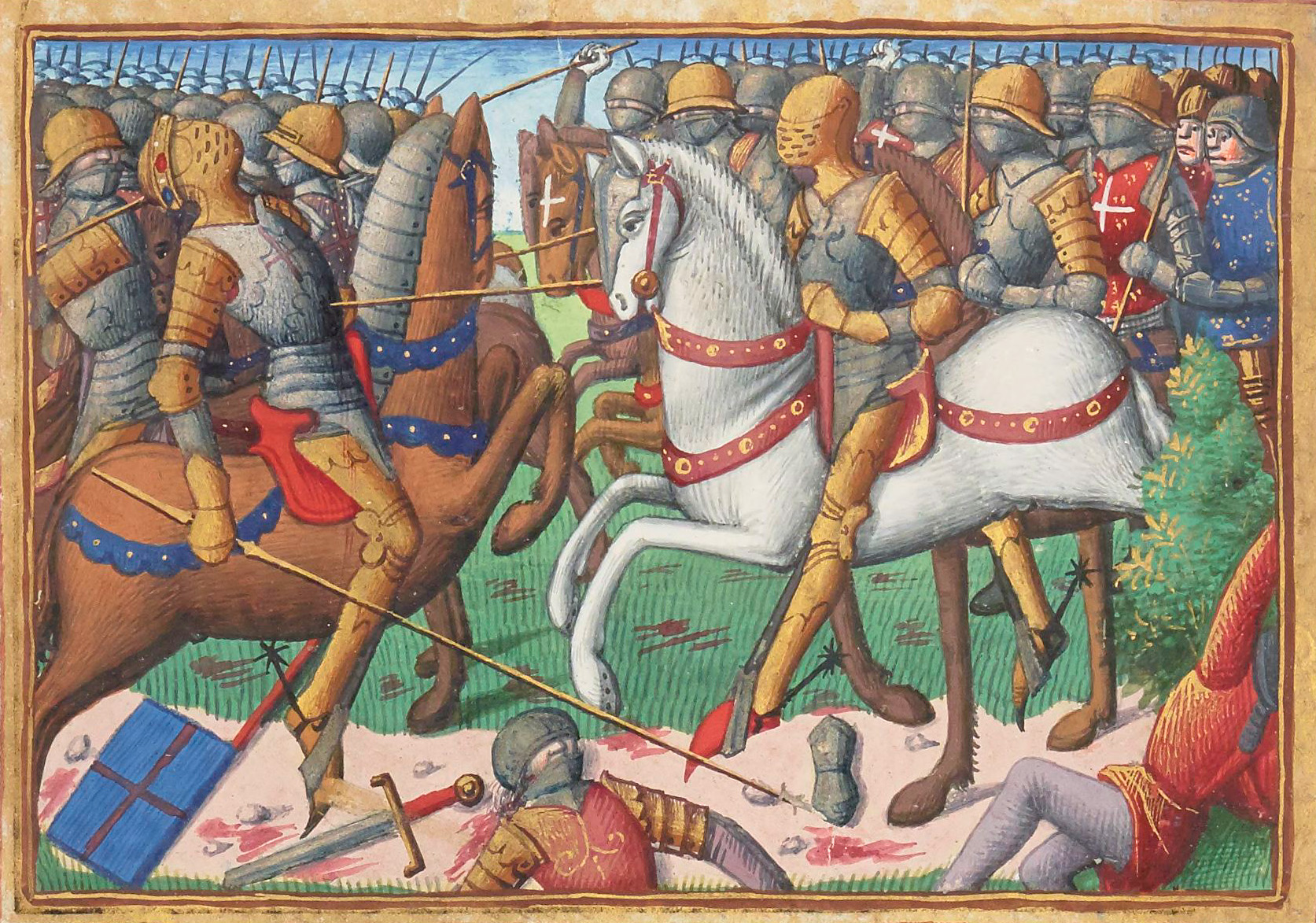
21 mars : bataille de Baugé

- 23 mars : Thomas de Lancastre, frère de Henri V, est tué à la bataille de Baugé en Anjou[11].
- Mars : Sigismond se retire en Hongrie[12]. Échec de la première croisade anti-hussite.  Au printemps, Prague organise une confédération de villes.
- 21 avril : l’archevêque de Prague accepte les Quatre Articles[13] de Prague, base du Compactata de 1433.
- Avril : les Catalans sont chassés de Calvi[14].
- 2 mai : Henri V reçoit l’appui du parlement pour une nouvelle expédition en France, et revient à Paris le 4 juillet[15].
- 1er juin - 7 juin : réunion de la diète de Čáslav qui dépose Sigismond et élit un directoire de 12 membres qui se substitue au pouvoir royal en Bohême[16]. Le taborite Jan Želivský impose à Prague une dictature républicaine appuyée sur les artisans et les salariés.
- 27 juin[17] : Florence achète le port de Livourne à Gênes[18].
- 8 juillet[19] : Jeanne II de Naples reconnaît comme héritier Alphonse V d'Aragon, qui vient d'arriver à Naples avec sa flotte. Celui-ci lui faisant la guerre à la suite des intrigues de Giovanni Caracciolo (1423), elle adopte le 14 septembre 1423 Louis III d'Anjou, qui réussira à reconquérir son royaume sur Alphonse V d'Aragon[20].
- 5 août : victoire du margrave de Misnie sur les Taborites de Jan Želivský à Brüx (Most)[21].
- 21 août : le gros des forces croisées entre en Bohême[21].
- 30 août : victoire des Bourguignons sur les Armagnacs à la bataille de Mons-en-Vimeu en Picardie[22],[23]
- 6 octobre[24] : Henri V met le siège devant Meaux, qui capitule le 2 mai 1422. Le nord de la France jusqu'à la Loire est sous domination anglaise[25].
- 2 novembre[26] : Gênes, assiégée par le général Carmagnola pour le duc de Milan, capitule. Philippe Marie Visconti obtient la seigneurie de Gênes.
- 18-19 novembre  (Sainte-Elisabeth) : inondations catastrophiques des polders en Zélande, 10 000 morts dans la région de Dordrecht.
- 28 novembre : Sigismond entre en Bohême[27].
- 1er décembre : l'empereur Sigismond assiège Prague[27].
- 21-22 décembre : Jan Žižka, encerclé par l’armée croisée de Sigismond à Kutná Hora, réussit à rompre le siège en utilisant, pour la première fois en Europe centrale, de l’artillerie de campagne. Sigismond prend la ville.